# 安德烈·格雷
安德烈·安東尼·格雷（英語：Andre Anthony Gray，1991年6月26日—）是一名牙買加足球員 ，司職前鋒，現效力於英冠球隊普利茅夫。出身谢斯伯利青訓系統，格雷於效力卢顿的兩季期間，上陣111場及射入57球而受到注目。他亦曾代表英格蘭C隊參加半職業的國際賽。

## 生平
格雷年幼時在家鄉球隊伍尔弗汉普顿流浪接受足球訓練，2004年於13歲被棄用後加入英乙谢斯伯利的青訓系統，2009/10年球季前簽署首份一年職業球員合約。僅為谢斯伯利在各項比賽後補上陣5場，於球季結束後被放棄。
2010年6月10日，格雷以自由身加盟曾以借用身份短暫效力的議北聯的兴克雷联。2012年3月22日，積極擴軍爭取升班的議超聯球隊卢顿相中他具有入球把握的，季內已為兴克雷联轟入23球，以先借用，再於季後用3萬英鎊買斷羅致格雷。
2014年6月27日，格雷轉投新升英冠的布伦特福德，轉會費金額没有透露，簽約三年。

## 榮譽
盧頓
- 議會超級聯賽：2013/14年；

## 外部連結
- 足球数据库：安德烈·格雷的球员统计数据